# قیصر امین‌پور
قیصر امین‌پور (۲ اردیبهشت ۱۳۳۸ – ۸ آبان۱۳۸۶) نویسنده و شاعر ایرانی بود. او یکی از شاعرانِ تأثیرگذار در دورهٔ انقلاب اسلامی و منتخب هفتمین همایشِ چهره‌های ماندگار در سال ۱۳۸۷ است. او برگزیدهٔ نخستین دوره جشنواره بین‌المللی شعر فجر در بخشِ آئینی بود. امین‌پور را می‌توان یکی از چندین شاعر برجستهٔ پس از انقلاب ۵۷ دانست.

## زندگی‌نامه

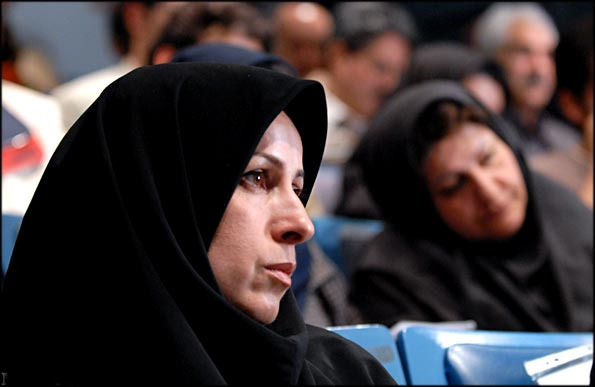
زیبا اشراقی، همسر قیصر امین‌پور

قیصر امین‌پور در ۲ اردیبهشت ۱۳۳۸ در روستای گُتوَند (شهرستان امروزی، که آن زمان از توابع شهرستان شوشتر محسوب می‌شد) به دنیا آمد. پدرش مرادعلی نام داشت. دوره راهنمایی و متوسطه را در مدرسهٔ راهنمایی دکتر معین و آیت‌الله طالقانی در دزفول گذراند و در سال ۱۳۵۷ در رشتهٔ دامپزشکی دانشگاه تهران پذیرفته شد، ولی پس از مدّتی از تحصیل در این رشته انصراف داد.
قیصر امین‌پور، در سال ۱۳۶۳ بارِ دیگر، اما در رشته زبان و ادبیات فارسی به دانشگاه رفت و این رشته را تا مقطع دکترا گذراند و در سال ۱۳۷۶ از پایان‌نامهٔ دکترایِ خود با راهنماییِ محمدرضا شفیعی کدکنی با عنوان «سنّت و نوآوری در شعرِ معاصر» دفاع کرد. پایان‌نامهٔ وی در سال ۱۳۸۳ و از سویِ انتشارات علمی و فرهنگی منتشر شد.
او در سال ۱۳۵۸، به همراه سید حسن حسینی از جمله شاعرانی بود که در شکل‌گیری و استمرار فعالیت‌های واحدِ شعر حوزه هنری تا سال ۱۳۶۶ تأثیرگذار بود. وی طی این دوران؛ مسئولیتِ صفحهٔ شعرِ هفته‌نامهٔ سروش را بر عهده داشت. او نخستین مجموعهٔ شعرِ خود را در سال ۱۳۶۳ منتشر کرد. نخستین مجموعه او «در کوچه آفتاب» دفتری از رباعی و دوبیتی بود و به دنبال آن «تنفسِ صبح» تعدادی از غزل‌ها و حدود بیست شعر نیمایی را در بر می‌گرفت که البته بعضی —به اشتباه— این اشعار را سپید می‌پندارند. این کتاب از سوی انتشارات حوزهٔ هنریِ وابسته به سازمان تبلیغات اسلامی به چاپ رسید. امین‌پور هیچگاه اشعار فاقدِ وزن نسرود و در عین حال این نوع شعر را نیز هرگز رد نکرد.

### تدریس در دانشگاه و عضویت در فرهنگستان
امین‌پور، تدریس در دانشگاه را در سال ۱۳۶۷ و در دانشگاه الزهرا آغاز کرد و سپس در سال ۱۳۶۹ در دانشگاه تهران مشغول تدریس شد. وی همچنین در سال ۱۳۶۸ موفق به کسب جایزه نیما یوشیج، موسوم به مرغ آمین بلورین شد.
او در سال ۱۳۸۲ به‌عنوان عضوِ پیوستهٔ فرهنگستان زبان و ادب فارسی برگزیده شد.
وی افزون بر اشعاری که به زبان فارسی می‌سرود، به لری بختیاری هم اشعاری سروده، که از محبوبیت خاصی در منطقهٔ بختیاری (شامل استان‌های خوزستان، چهارمحال بختیاری، شرق لرستان و غرب اصفهان) برخوردار است.
همسرِ امین‌پور، زیبا اشراقی، در سال ۱۳۹۶ با انتشار کتاب این ترانه بوی نان نمی‌دهد: سبک‌شناسی ترانه‌های قیصر امین‌پوربه قلمِ مهدی فیروزیان عضو هیئت علمی دانشگاه تهران به جمع ناشران کشور پیوست.

### درگذشت
وی پس از تصادفی که در سال ۱۳۷۸ داشت، همواره از بیماری‌های مختلف رنج می‌برد و دست کم دو عمل جراحی قلب و پیوند کلیه را پشت سر گذاشته بود. امین‌پور نهایتاً حدود ساعت ۳ بامداد روز سه‌شنبه ۸ آبان ۱۳۸۶ بر اثر بیماری کلیه و قلب در بیمارستان دی تهران درگذشت. پیکر این شاعر در زادگاهش گتوند و در کنار مقبرهٔ شهدای گمنام این شهرستان به خاک سپرده شد.
پس از مرگ وی، میدانِ شهرداری منطقهٔ ۲ واقع در محله سعادت آباد تهران به نام قیصر امین‌پور نامگذاری شد. بعد از حذف میدان در سال ۱۳۹۷ (تبدیل به ۴راه)، بلوار جنوبی منتهی به میدان که پیشتر «شهرداری» نام داشت به بلوار «قیصر امین‌پور» تغییر نام یافت.

## سبک
شعرهای امین‌پور از حیثِ بلاغی ارزشمند بوده و بر ظرفیت‌ها و توانمندیِ زبان فارسی افزوده‌است. استفاده از آرایهٔ ایهام یکی از برجسته‌ترین شگردهای او در شعر است. او توانسته ویژگی‌های سبکی و بلاغی شعر کلاسیک و شعر نیمایی را با شعرهایش تلفیق کند. یکی از عواملی که در نهایت، باعث برجستگی سبکِ اوست، نوآوری در بلاغت و درکِ انتظارِ مخاطبان امروز از شعر است. سلوکِ شعریِ وی را می‌توان همدردی با مردم توصیف کرد.

## گرایش‌ها
در حالی محافل دولتی و رسانه‌های خبری در ایران از قیصر امین‌پور به عنوان «شاعرِ انقلاب» یاد می‌کنند، که برخی از شواهد و گفته‌ها حاکی از آن است که او در سال‌های آخر عمر خود از حکومت فاصله گرفته بود و عصیان خاموشی در رفتارش نسبت به قدرت حاکم دیده می‌شد.

پس از انقلاب و با پررنگ‌شدنِ «بایدها و نبایدها» و با طرحِ موضوعاتی چون «مصالحِ انقلاب» در تمامیِ زمینه‌ها، امین‌پور راهِ خود را به آرامی از نزدیکانش جدا می‌کرد. وی در موردِ فاصله گرفتن از حوزهٔ هنری، چنین می‌گوید: 
«کم‌کم داشتند دخالت می‌کردند. در اینکه چه کاری ساخته شود، چه کاری ساخته نشود. چه شعری گفته شود، چه شعری گفته نشود… همین باعثِ یکسری اصطکاک‌هایی شد که سال ۶۶، سیزده نفر از شاعران و هنرمندان از آنجا جدا شدند و من هم جزو آن‌ها بودم.»
وی به عقیدهٔ دوستان و منتقدانش، از معدود شاعرانِ پس از انقلابِ ایران است که هنوز از خوانندگانِ آثارش چندان کم نشده و همچنان محبوب است. به همین دلیل، برای حکومت مهم است که قیصر امین‌پور را به خود منسوب کند.

## در نظر دیگران
سید علی خامنه‌ای در پیام تسلیت درگذشت او نوشت: «با اندوه و دریغ، خبر تلخ درگذشت شاعر فرزانهٔ انقلاب دکتر قیصر امین‌پور را دریافت کردم. از دست دادن او برای اینجانب و برای همهٔ اصحاب شعر و ادب، خسارت بار است. او شاعری خلاق و برجسته بود و همچنان به سمت قله‌های این هنر بزرگ پیش می‌رفت… او و دوستانش نخستین رویش‌های زیبا و مبارک انقلاب در عرصهٔ شعر بودند و بخش مهمی از طراوت و جلوهٔ این بوستان، مرهون ظهور و رشد آن عزیز و دیگر دوستان همراه اوست.»

## آثار مکتوب
از وی در زمینه‌هایی چون شعر کودک و نثر ادبی، آثاری منتشر شده‌است:
- تنفسِ صبح (شعر، ۱۳۶۳)
- در کوچه آفتاب (شعر، ۱۳۶۳)
- طوفان در پرانتز (نثر ادبی، ۱۳۶۵)
- منظومهٔ ظهر روز دهم (شعر نوجوان، ۱۳۶۵)
- مثلِ چشمه، مثلِ رود (شعر نوجوان، ۱۳۶۸)
- بی‌بال پریدن (نثر ادبی، ۱۳۷۰)
- مجموعهٔ شعر آینه‌های ناگهان (۱۳۷۲)
- به قولِ پرستو (شعر نوجوان، ۱۳۷۵)
- گزینه اشعار (۱۳۷۸، مروارید)
- مجموعهٔ شعر گل‌ها همه آفتابگردانند (۱۳۸۰، مروارید)
- مجموعهٔ شعر دستور زبان عشق (۱۳۸۶، مروارید)
- کتاب شعر و کودکی(۱۳۸۵، مروارید)
- مجموعه کامل اشعار قیصر امین پور (مروارید)

«دستور زبان عشق» آخرین دفتر شعر قیصر امین‌پور که تابستان ۱۳۸۶ در تهران منتشر شد و بر اساس گزارش‌ها، در کمتر از یک ماه به چاپ دوم رفت.

## آثار اجرا شده
گلچینی از معروف‌ترین ترانه‌های قیصر امین‌پور:
- مجموعه ای از آثار قیصر امین پور توسط علیرضا افتخاری در آلبوم نیلوفرانه خوانده شده‌است که این مجموعه پرفروشترین آلبوم موسیقی سنتی تاریخ ایران است.[نیازمند منبع] تصنیف‌هایِ نیلوفرانه، کوی بی‌نشان، حکایت دل و بهشت یاد قطعاتی است که در این آلبوم از اشعار قیصر امین‌پور ساخته شده‌است.
- قطعهٔ شبانِ عاشق که در آلبوم «شبان عاشق» به خوانندگی علیرضا افتخاری در سال ۱۳۷۹ منتشر شده‌است. آهنگسازی این قطعه را عباس خوشدل بر عهده داشته‌است.
- اثرِ «تنها تو می‌مانی» که در سال ۱۳۸۷ و در آلبوم «تنها تو می‌مانی» منتشر شده‌است. علیرضا افتخاری، خواننده و امیر رحیمی‌آذر و علی خشتی‌نژاد آهنگسازان این قطعه هستند.
- غزل «سربلند» از سروده‌های شناخته شده قیصر امین‌پور توسط ناصر عبداللهی در آلبوم دوستت دارم به آهنگسازی او و تنظیم بهنام ابطحی اجرا شده‌است.
- آهنگِ بوی ماه مهر که به‌دستِ ناصر چشم‌آذر آهنگسازی شده و گروهِ کُرِ کودکان آن را به اجرا درآورده و از جمله ترانه‌های کودکانهٔ امین‌پور است که با استقبال بسیاری مواجه شده‌است.
- قطعهٔ محلیِ بختیاری سوز قصیلی: این قطعه اجرای غزلی محلی از قیصر امین‌پور، به آهنگسازی امید نیلدار و خوانندگی مجتبی الیاسی است.
- آهنگ بوی بارون: این آهنگ در سال ۱۳۸۱ در آلبوم «نون‌ودلقک» محمد اصفهانی منتشر شد. آهنگساز این قطعه همایون خرم، و تنظیم‌کنندهٔ آن بهروز صفاریان است.
- ترانهٔ به یادت از آلبوم «فاصله» محمد اصفهانی، در سال ۱۳۷۹ تولید شده و آهنگسازی و تنظیم آن بر عهدهٔ علی‌رضا کهن‌دیری بوده‌است.
- حسام‌الدین سراج در سال ۱۳۸۷ و اندکی پس از درگذشتِ قیصر امین‌پور، در آلبوم «گریهٔ بی‌بهانه»، چند غزل از او را به آواز خواند و در سال ۱۳۹۴ نیز در آلبوم «لب‌خوانی باران» به اجرای آثار او ادامه داد. ترانهٔ «لالهٔ پرپر» نیز —که در زمان حیات قیصر تولید شده بود— در آلبوم «باغ ارغوان» او منتشر شده‌است.
- قطعه حرف آخر: این قطعه در سال ۱۳۹۱ در آلبوم «خاطرات مبهم» رضا یزدانی، با آهنگسازی کارن همایونفر منتشر شده‌است.
- آلبوم «آبروی آب» به آهنگسازی «شاهین شهبازی» و صدای «بامداد (مرتضی) فلاحتی» در سال ۱۳۹۰ از دیگر آثاری‌ست که پس از مرگ شاعر با محوریت اشعار وی ساخته شد. در این آلبوم عناوین همهٔ آهنگ‌ها از جمله نشانی، آبروی آب، غزل شرقی، عاشقی را رعایت کنیم، معنی جمال، دستور زبان عشق، اگر دل دلیل است و عهد آدم برگرفته از اشعار و غرل‌های قیصر امین‌پور است.
- آهنگ لبخند صبح با صدای محمد معتمدی و آهنگ‌سازی هادی آرزم —که در آلبوم «آبروی آب» و با صدای بامداد فلاحتی نیز خوانده شده‌است— از دیگر اجراهای اشعار امین‌پور است که به صورت تصنیف ارکسترال در دستگاه ماهور ساخته شده‌است.[۱۶]